# ベテルギウス (優里の曲)
「ベテルギウス」は、日本のシンガーソングライター・優里の楽曲。メジャー8作目の配信限定シングルとして2021年11月4日にリリースされた。楽曲は、江口のりこ主演のフジテレビ系木曜劇場ドラマ『SUPER RICH』の主題歌に起用された。ストリーミング累計再生回数は5億回を突破している。

## 概要
本楽曲は人と人の繋がりや絆がテーマとなっている。10月14日のドラマ初回放送前日の13日にYouTubeチャンネル『THE FIRST TAKE』にて初解禁、初披露され、公開から1日で200万回再生突破、そして公開約1週間で早くも500万回再生した。

## チャート成績
本楽曲は、2021年11月10日公開（集計期間：2021年11月1日～11月7日）のビルボード・ジャパンチャートにおいて、ストリーミング22位（4,119,857再生）、ダウンロード4位（18,088DL）、動画再生21位で総合チャート「JAPAN HOT 100」では8位に初登場した。翌週は総合チャートで4位にジャンプアップ。ダウンロードでは前週18,088DLから当週13,558DLと減少するも2位に上昇し、ストリーミングでは前週4,119,857再生から当週9,096,307再生と増加して1位となった。
2022年2月には、チャートイン13週目にしてストリーミング累計再生回数1億回を達成した。

## 認定とセールス
|                                | 認定 (RIAJ)        | 売上/再生回数      |
| ------------------------------ | ------------------ | ------------------ |
| ダウンロード                   | ゴールド           | 129,000 DL         |
| ストリーミング                 | トリプル・プラチナ | 300,000,000 回再生 |
| *認定のみに基づく売上/再生回数 |                    |                    |

## 収録曲
1. ベテルギウス
  - 作詞・作曲：優里

## テレビ披露
| 日付           | 番組名                                      | 放送局       | 出典   |
| -------------- | ------------------------------------------- | ------------ | ------ |
| 2021年12月8日  | 2021 FNS歌謡祭 第2夜                        | フジテレビ系 | [ 13 ] |
| 2021年12月20日 | CDTVライブ!ライブ!クリスマス4時間スペシャル | TBS系        | [ 14 ] |
| 2021年12月24日 | ミュージックステーションスーパーライブ2021  | テレビ朝日系 | [ 15 ] |